# Třída Samar
Třída Samar je třída oceánských hlídkových lodí indické pobřežní stráže. Celkem bylo do služby zařazeno čtyř jednotek této třídy. Mezi jejich úkoly patří ochrana výhradní námořní ekonomické zóny země, nebo mise SAR.

## Stavba
Celkem bylo postaveno čtyř jednotek této třídy. Všechny navrhla a postavila indická loděnice Goa Shipyard Limited ve Vasco da Gama.
Jednotky třídy Samar:
| Jméno             | Spuštěna          | Vstup do služby   | Status                     |
| ----------------- | ----------------- | ----------------- | -------------------------- |
| ICGS Samar (42)   | 26. srpna 1992    | 14. února 1996    | vyřazena 4. listopadu 2023 |
| ICGS Sangram (43) | 18. března 1995   | 29. března 1997   | vyřazena 8. listopadu 2023 |
| ICGS Sarang (44)  | 8. března 1997    | 21. června 1999   | aktivní                    |
| ICGS Sagar (45)   | 14. prosince 2001 | 3. listopadu 2003 | aktivní                    |

## Konstrukce

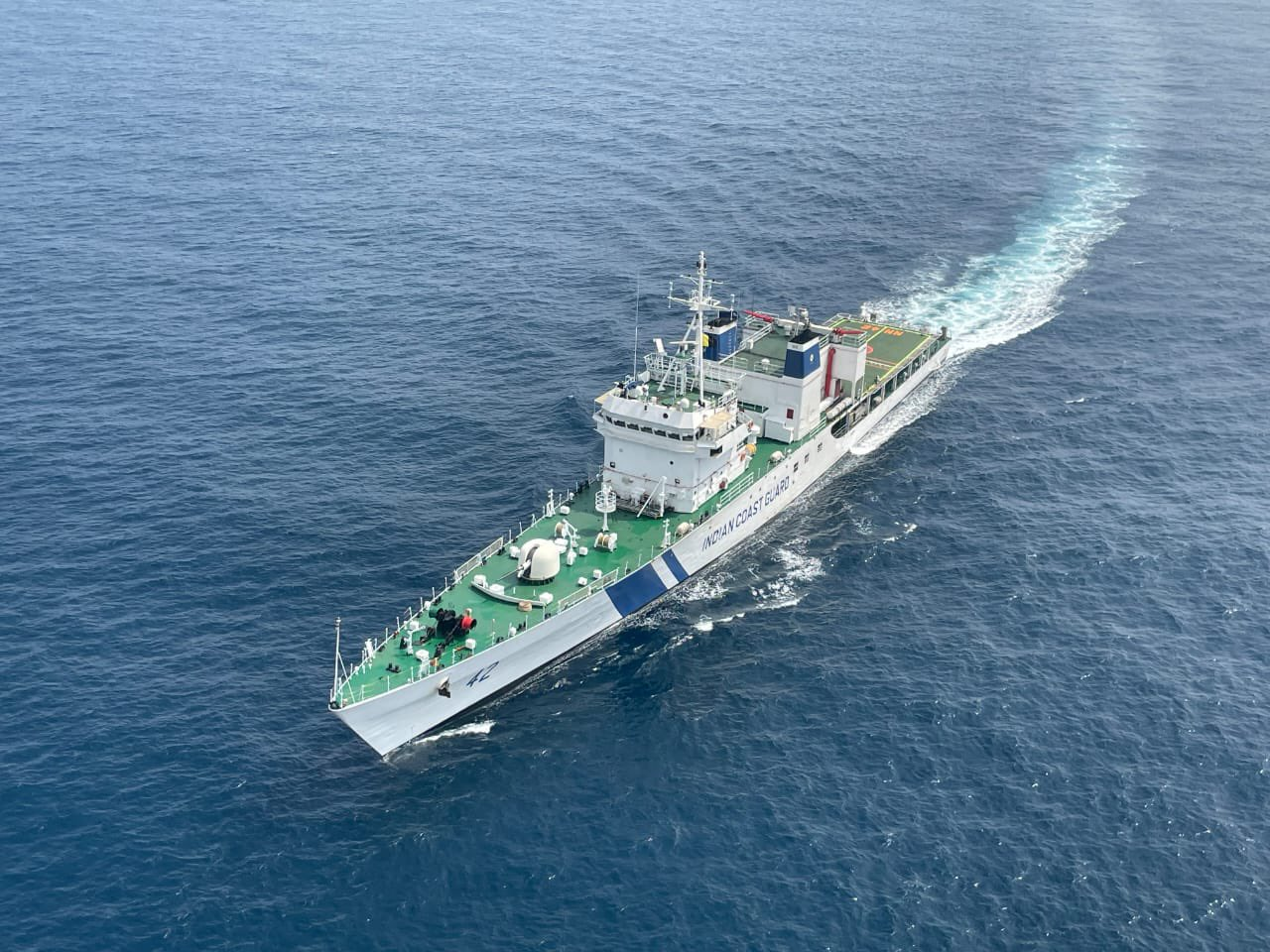
Samar (42)

Plavidla jsou vyzbrojena jedním 76mm kanónem OTO Melara Compact na přídi, který doplňují dva 7,62mm kulomety. Na zádi se nachází přistávací plocha a hangár pro vrtulník (obvykle HAL Dhruv). Pohonný systém tvoří dva diesely Kirloskar-SEMT-Pielstick 16PA6V-280, každý o výkonu 6 400 bhp, pohánějící dva lodní šrouby. Nejvyšší rychlost dosahuje 22 uzlů. Dosah je 7 000 námořních mil při rychlosti 15 uzlů.